# Only Inhuman
Only inhuman är det svenska metalbandet Sonic Syndicates andra album, utgivet 18 maj 2007. Albumet nådde 22.a plats på den svenska topplistan.

## Låtlista
1. "Aftermath"
2. "Blue Eyed Fiend"
3. "Psychic Suicide"
4. "Double Agent 616"
5. "Enclave"
6. "Denied"
7. "Callous"
8. "Only Inhuman"
9. "All About Us"
10. "Unknown Entity"
11. "Flashback"
12. "Freelancer" (bonusspår)
13. "My Soul in #000000" (japanskt bonusspår)